# Black out nella Penisola iberica del 2025

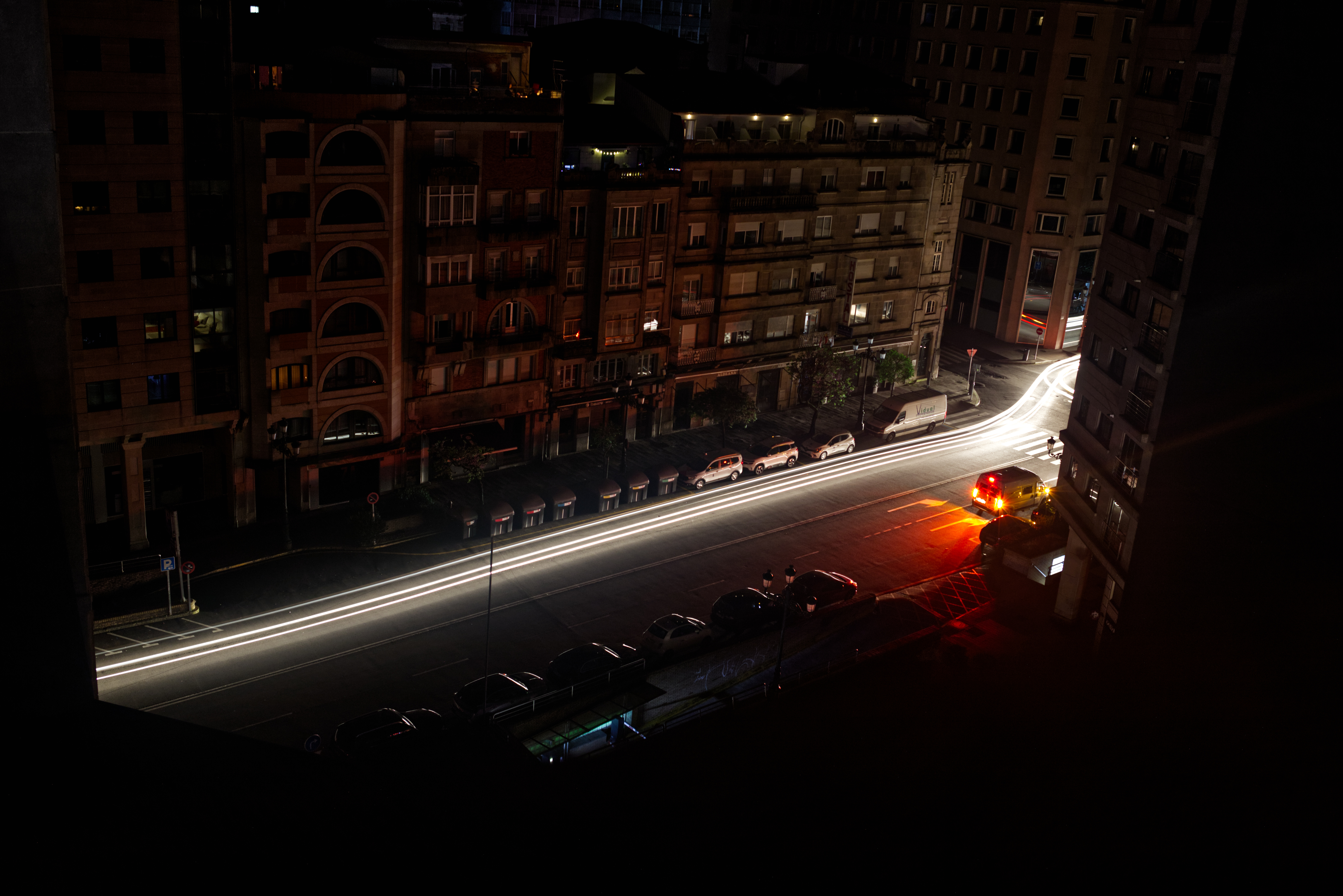
Viale Rosalía de Castro, a Vigo, senza illuminazione.

Il Black out nella Penisola iberica del 2025 è stato un incidente verificatosi sulla rete elettrica della suddetta penisola il 28 aprile 2025, alle 12:33 locali, causando un grave black out in Spagna e Portogallo continentali per circa dieci ore nella maggior parte delle zone e più a lungo in alcune limitate aree.
Tale repentina interruzione di erogazione energia elettrica ha altresì collateralmente causato gravi difficoltà nelle telecomunicazioni, nei sistemi di trasporto (sia di superficie che sotterranei) e in settori essenziali come la gestione delle emergenze, con notizie di alcuni morti e vari feriti a causa della mancata assistenza. In seguito alla ripresa regolare delle attività, il carico totale disconnesso è stato stimato in 30 GW, calcolando la somma dei carichi di Spagna (25 GW) e Portogallo (5,7 GW) come trasmessi dalle autorità competenti.
In aggiunta ai due paesi, sono state riportate anche brevi interruzioni del servizio elettrico della durata di pochi secondi o minuti nelle regioni adiacenti di Andorra, nel nord del Marocco e in alcune parti della Francia sud-occidentale, le quali tuttavia, prontamente disconnesse, hanno potuto evitare i problemi che si sono in seguito verificati sulla rete iberica collegandosi nuovamente alla rete interconnessa dell’Unione europea o sul proprio sistema.

## Contesto precedente e Cronologia degli eventi

### Condizioni della rete spagnola
██ Energia solare (19,5 GW) (59%)
██ Energia eolica (3,6 GW) (12%)
██ Energia nucleare (3,3 GW) (11%)
██ Altre energie rinnovabili — principalmente Energia idroelettrica (13%)
██ Gas naturale (1,6 GW) (5%)
Secondo i dati dell’operatore elettrico spagnolo Red Eléctrica de España (REE), fino al momento dell’interruzione circolava sufficiente energia in rete per gestire la domanda di fondo ed i previsti picchi, essendo disponibili ben 32 gigawatt (GW) di potenza a fronte dei 25 GW richiesti a livello nazionale, dei complessivi 4,25 GW esportati (2,6 GW in Portogallo, 0,87 GW in Francia e 0,78 GW in Marocco) e dei 3 GW necessari per l'idropompaggio. Nei riguardi delle fonti di energia, al momento del black out metà dell'energia elettrica fornita proveniva dall'energia solare, e il prezzo risultava leggermente negativo.

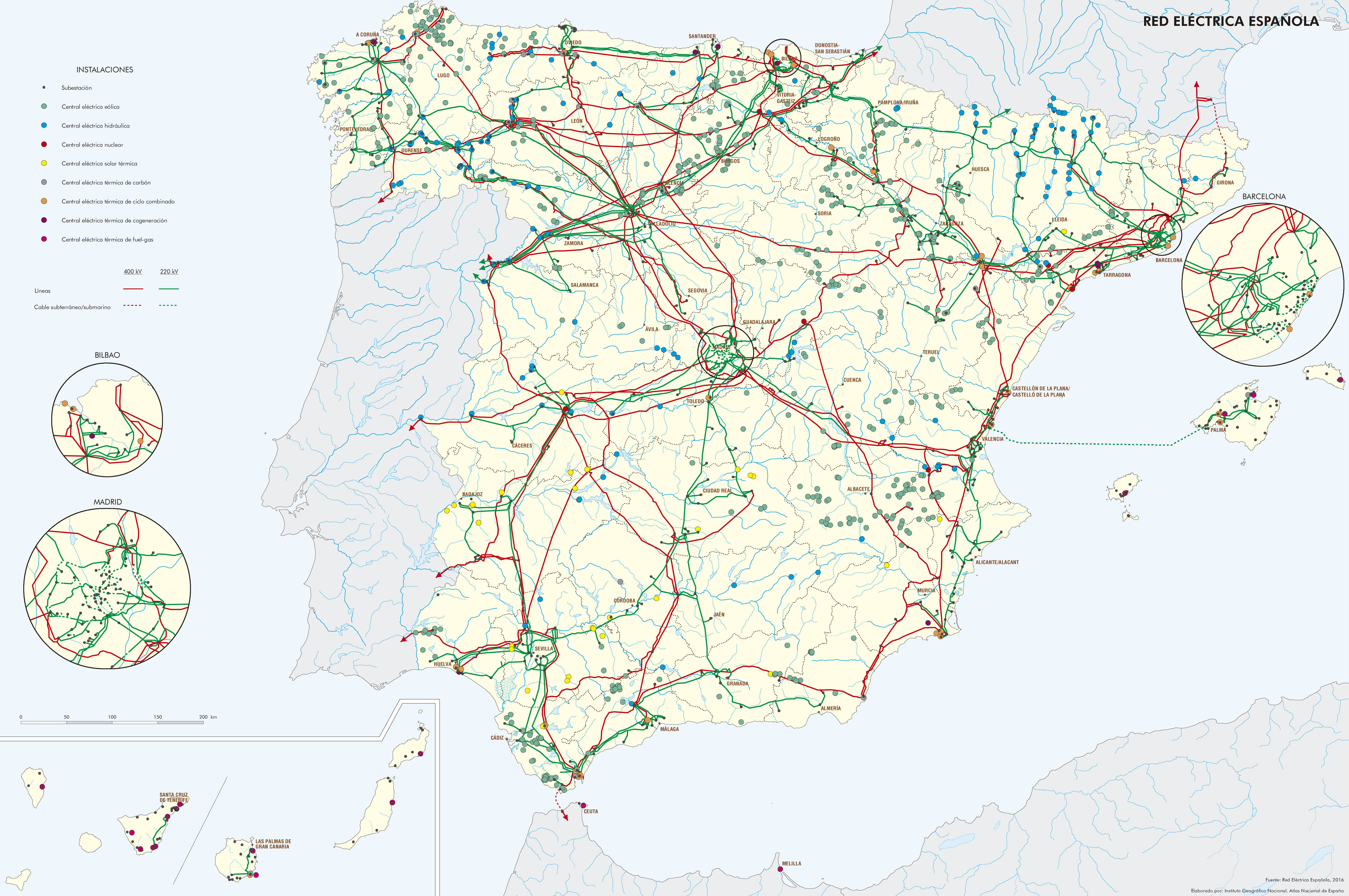
Mappa della rete elettrica della Spagna.

In tale contesto, la maggior parte del calo di potenza elettrica si è verificato nell’arco di cinque secondi, quando una sottostazione a Granada ha smesso di funzionare, seguito da guasti alla rete a Badajoz e Siviglia, i quali hanno scatenato la disconnessione automatica di sicurezza del collegamento con la Francia, mettendo così ancor più pressione sul sistema ed avviando così una serie di disconnessioni a catena.
Intorno alle 12:33 si è infine verificato un forte calo del sistema automatico di monitoraggio della produzione elettrica in Spagna, e i dati successivi all'evento non sono risultati più affidabili, perché anche i sistemi di comunicazione sono andati in tilt.
La Rete europea dei gestori dei sistemi di trasmissione dell'energia elettrica (ENTSO-e) e RTVE (la televisione nazionale) hanno successivamente dichiarato che "nel sistema elettrico della penisola iberica circolasse un valore di energia pari a zero".

### Linea temporale degli eventi

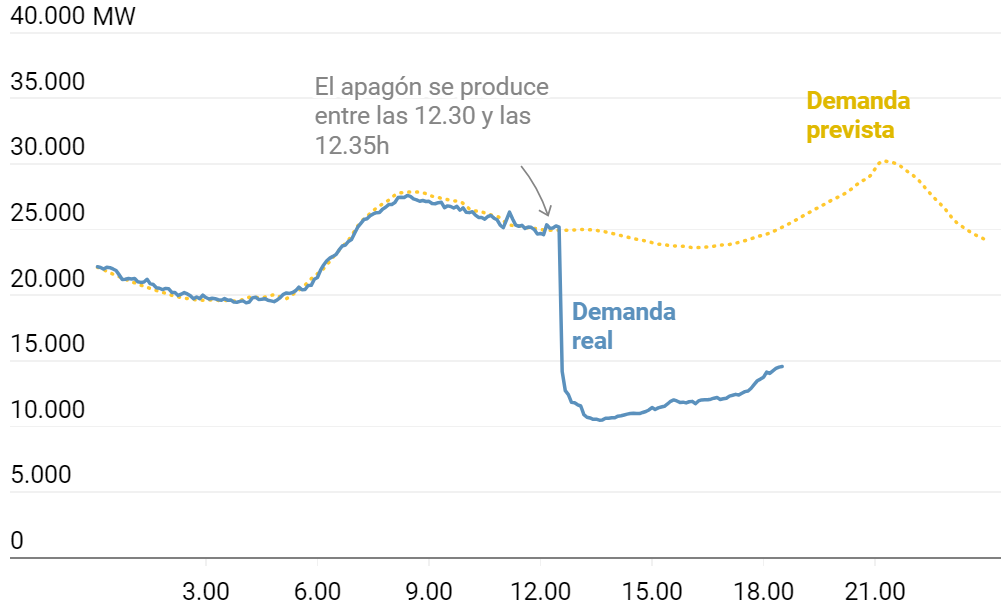
Alimentazione elettrica in Spagna il 28 aprile 2025, evidenziante gli effetti del blackout. La linea blu, infatti, mostra valori errati dopo le 12:33, poiché i dispositivi di telemetria hanno smesso di inviare i dati reali.

La frequenza di rete misurata in Germania è scesa di 150 mHz come conseguenza del blackout.

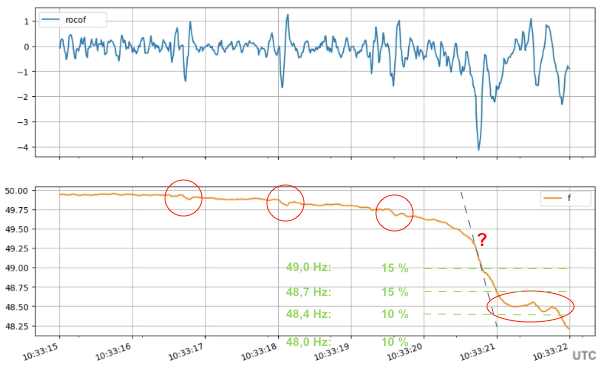
Frequenza di rete nel sud della Spagna appena prima del blackout in arancione (media di 5 cicli) e ROCOF in blu. Le linee tratteggiate in verde indicano le soglie per il distacco del carico sottofrequenza.

- 12:03 – 12:07 CEST – Rilevato e mitigato il primo periodo di oscillazioni nella rete.
- 12:19 – 12:21 CEST – Rilevato e mitigato il secondo periodo di oscillazioni nella rete. Da allora la rete è apparsa stabile e non sono state rilevate oscillazioni.
- 12:32:57 – 12:33:17 CEST – una serie di oscillazioni di frequenza nel sud della Spagna, il primo vicino a Granada, il secondo vicino a Badajoz e il terzo vicino a Siviglia, provocano una perdita di 2200 MW di capacità di generazione.[16] La frequenza di corrente diminuisce e la tensione aumenta.
- 12:33:18 – 12:33:21 CEST – La frequenza di rete della penisola iberica scende sotto i 48,0 Hz. Viene attivata la disconnessione automatica del carico.
- 12:33:21 CEST – Interrotte le linee elettriche tra Francia, Portogallo, Andorra, Marocco e Spagna a causa delle disconnessioni.
- 12:33:24 CEST – Le disconnessioni a catena interne causano il crollo della rete, con l'HVDC tra Francia e Spagna completamente isolato.
- 12:44 CEST – La prima linea CA da 400 kV Spagna-Francia è riattivata.
- 13:04 CEST – Riattivata l’interconnessione Spagna-Marocco
- ?? – 13:30 CEST – Le centrali idroelettriche spagnole completano il processo di preparazione per il “black-start”, ossia di riavviarsi senza apporto di energia elettrica dall'esterno: iniziano le procedure di avvio.
- 13:35 CEST – La linea CA tra Spagna e Francia sulla costa orientale è riattivata.
- 16:11 CEST – La prima centrale elettrica in Portogallo capace di avviarsi senza elettricità riesce a farlo.
- 17:26 CEST – La seconda centrale elettrica in Portogallo capace di avviarsi senza elettricità riesce a farlo.
- 18:36 CEST – La linea da 220 kV tra Spagna e Portogallo è stata riattivata.
- 21:35 CEST – La linea da 400 kV tra la Spagna e il Portogallo meridionale è stata riattivata.
- 00:22 CEST – Rete completamente ripristinata in Portogallo.
- 04:00 CEST – Rete completamente ripristinata in Spagna.

## Effetti

### Spagna

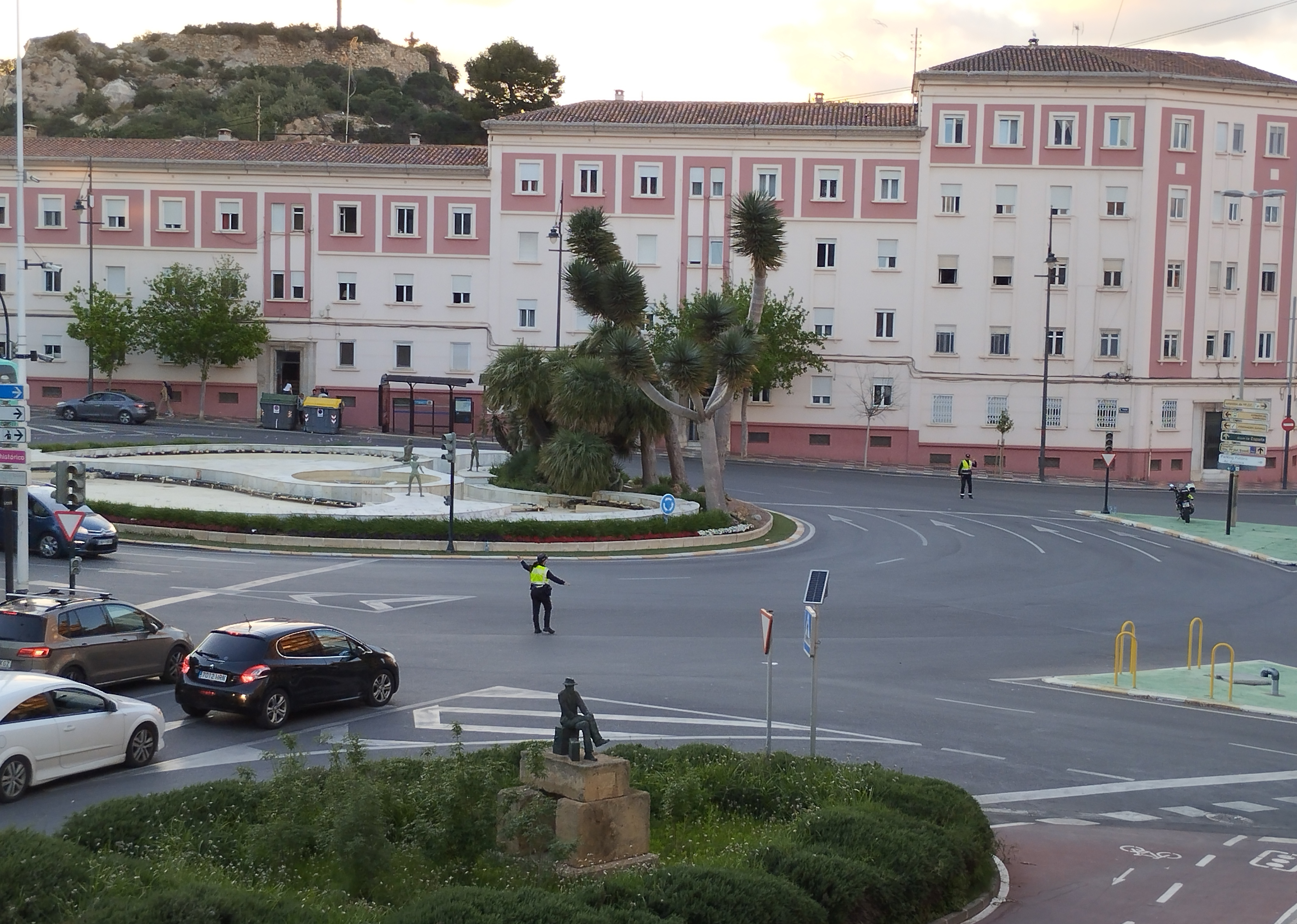
La Polizia che gestisce il traffico a Cartagena, a causa dei semafori disattivati.

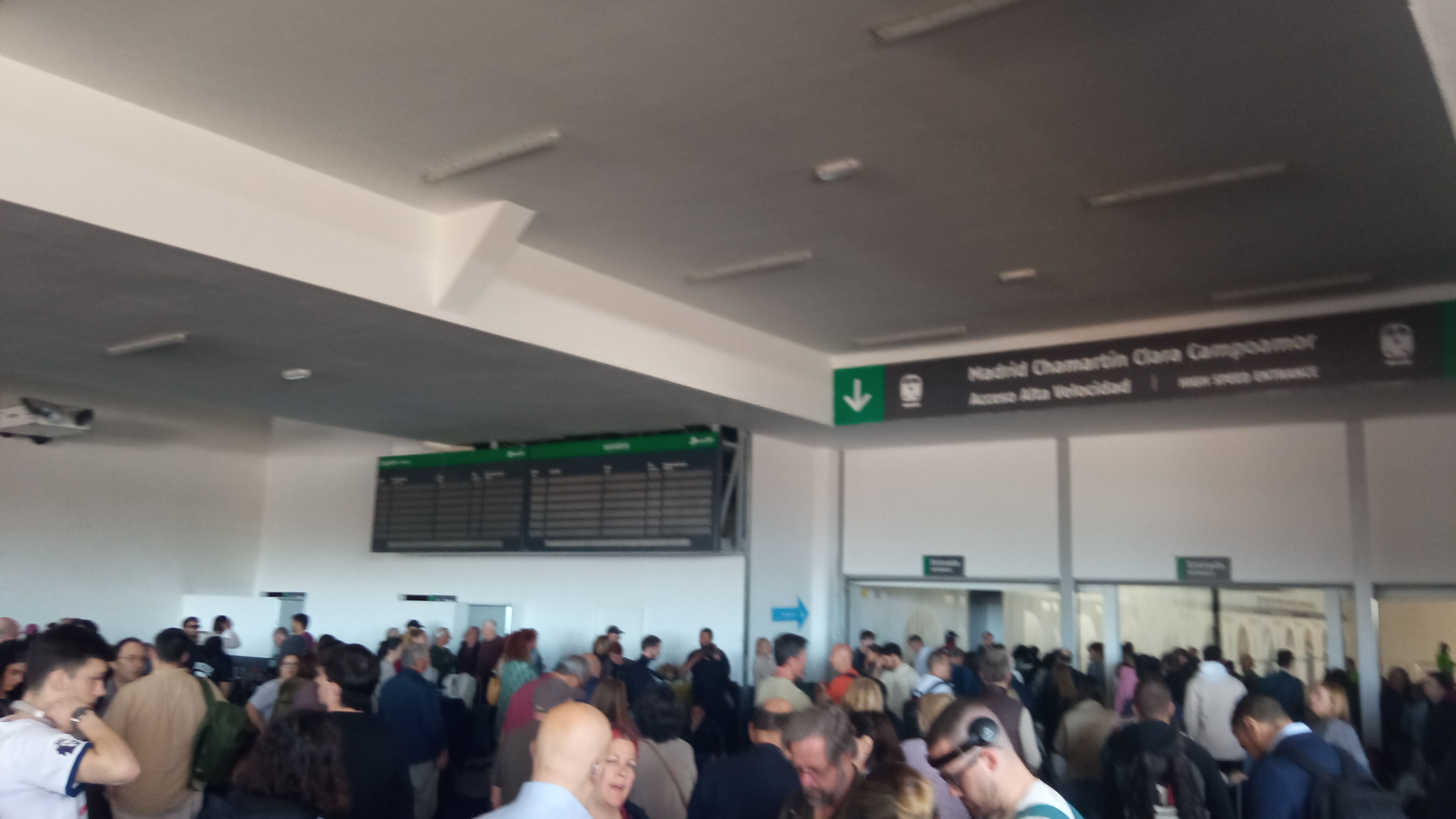
Passeggeri in attesa alla stazione ferroviaria di Chamartín a Madrid, durante il blackout.

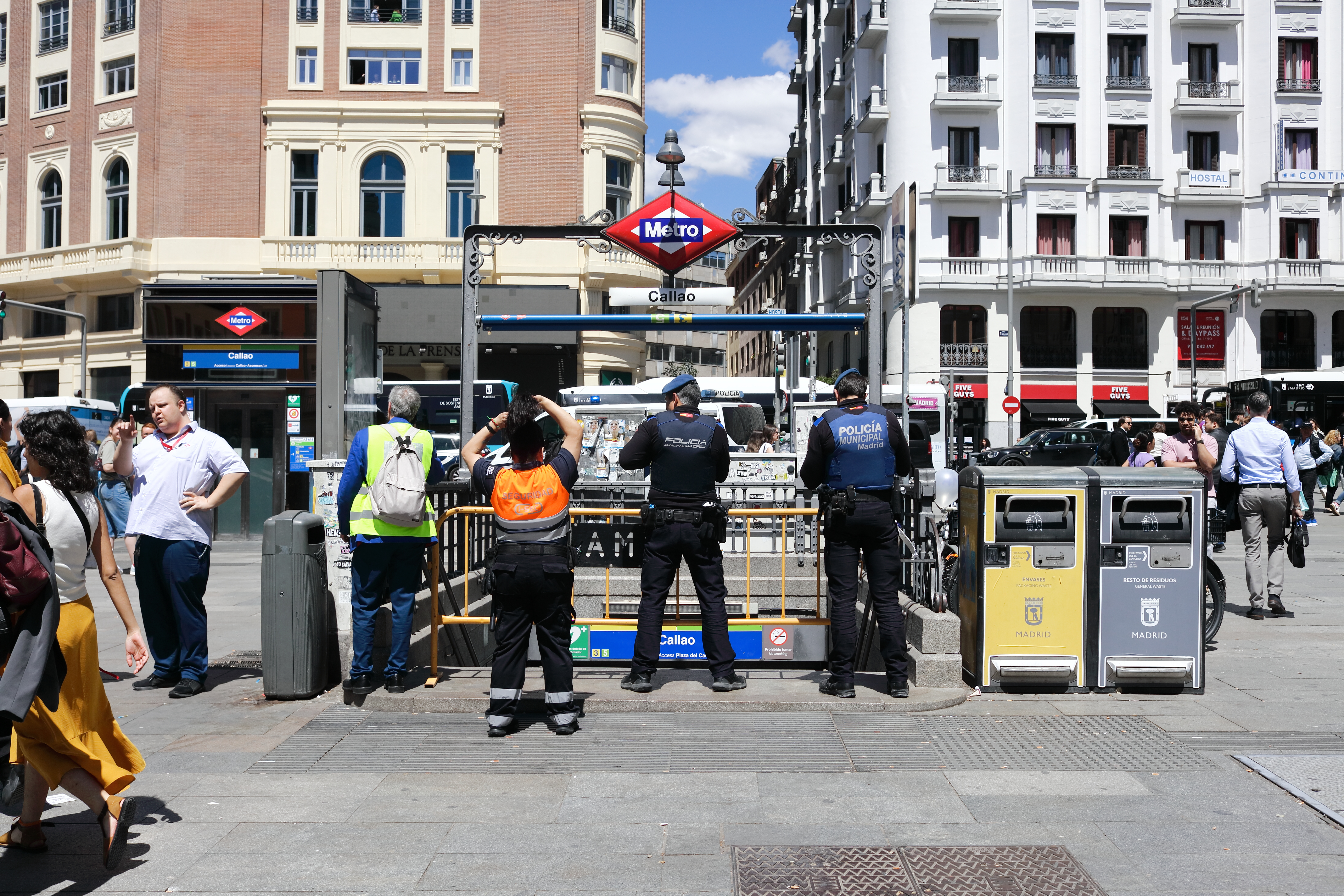
La Polizia che chiude gli ingressi della stazione di Callao della Metropolitana di Madrid dopo averla evacuata.

Vari sono stati gli effetti del black out, su tutti i fronti. Quest’ultimo, tuttavia, ha impattato la sola Spagna continentale, in quanto le isole Canarie, le isole Baleari, Ceuta e Melilla, non essendo allacciate alla rete elettrica continentale, così come Gibilterra (che ha un proprio sistema elettrico autonomo), non sono state colpite. Ciò nonostante, i viaggiatori in ingresso ed in uscita via terra nella zona di Gibilterra hanno comunque segnalato ritardi dovuti alla mancata disponibilità dei servizi informatici presso il valico di frontiera.

#### Trasporti
Vari sono stati gli effetti del black out, su tutti i fronti. In quello dei trasporti pubblici, monitorando le informazioni fornite da Adif, la compagnia ferroviaria spagnola RENFE ha dichiarato che tutti i treni si erano fermati a causa dell'interruzione, con circa 35 000 passeggeri che sono stati progressivamente tratti in salvo dopo essere rimasti bloccati lungo i binari e, nelle città, della metropolitana.
L'aeroporto internazionale Barajas di Madrid è altresì rimasto, al pari degli altri, senza elettricità, sebbene più tardi, nel corso della giornata, insieme ad altri scali sia comunque riuscito a tornare operativo con una capacità ridotta del 20% grazie ad interventi mirati della compagnia di gestione Aena. In ogni caso, il Governo ha dichiarato che i servizi ferroviari a media e lunga distanza non sarebbero comunque ripresi fino al giorno successivo.
Molte città, tra cui la stessa capitale, hanno attivato il proprio piano di emergenza PEMA (Plan Territorial de Emergencia Municipal del Ayuntamiento), che prevede la chiusura della maggior parte delle attività commerciali, l’ordine di interruzione immediata delle operazioni sulle linee ferroviarie e della metropolitana e la contestuale evacuazione delle stesse e l’interruzione delle attività degli istituti bancari. La polizia è dovuta intervenire per controllare il traffico e garantire la sicurezza.

#### Telecomunicazioni ed Internet

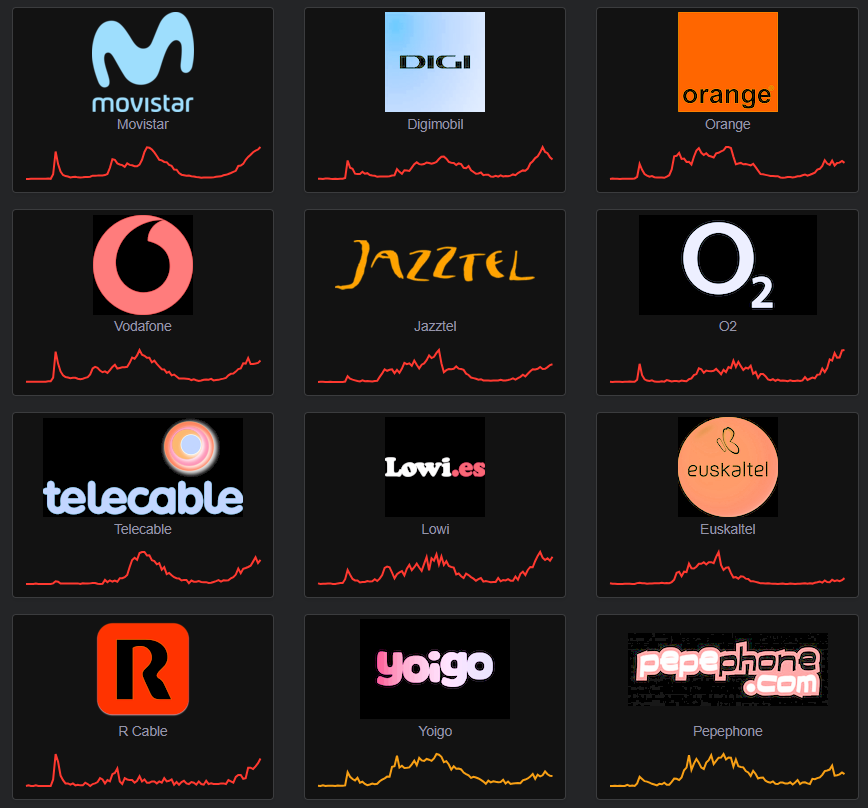
Il crollo degli operatori telefonici spagnoli, come rilevato dall’aumento di segnalazioni sul sito di Downdetector.

Anche i servizi di telecomunicazione e internet sono stati colpiti, con NetBlocks che ha notato un crollo del traffico di rete al solo 17% rispetto al normale, mentre le comunicazioni satellitari, chiaramente non colpite se non dipendenti da stazioni di terra pubbliche, sono aumentate.

#### Sanità
Nei riguardi del sistema sanitario, invece, gli ospedali hanno per lo più potuto continuare ininterrottamente ad operare, sebbene a capacità ridotta, grazie all’attivazione dei propri gruppi elettrogeni di riserva.

#### Centrali elettriche
Da questo punto di vista, le autorità spagnole hanno riferito che le centrali nucleari del paese si erano già automaticamente scollegate dalla rete a causa della perdita di energia elettrica – con quattro reattori che, al momento dell’incidente, stavano generando energia (3,3 GW), mentre altri tre che stavano eseguendo una manutenzione programmata già prevista, essendoci in primavera le energie rinnovabili a coprire il grosso del fabbisogno richiesto. In ogni caso, anche qui i gruppi elettrogeni di riserva e i sistemi di spegnimento di emergenza hanno fornito autonomamente l’energia necessaria al raffreddamento, al fine di mantenere tutti e sette i reattori al sicuro, mentre alcuni reattori si preparavano per la riattivazione.

#### Società

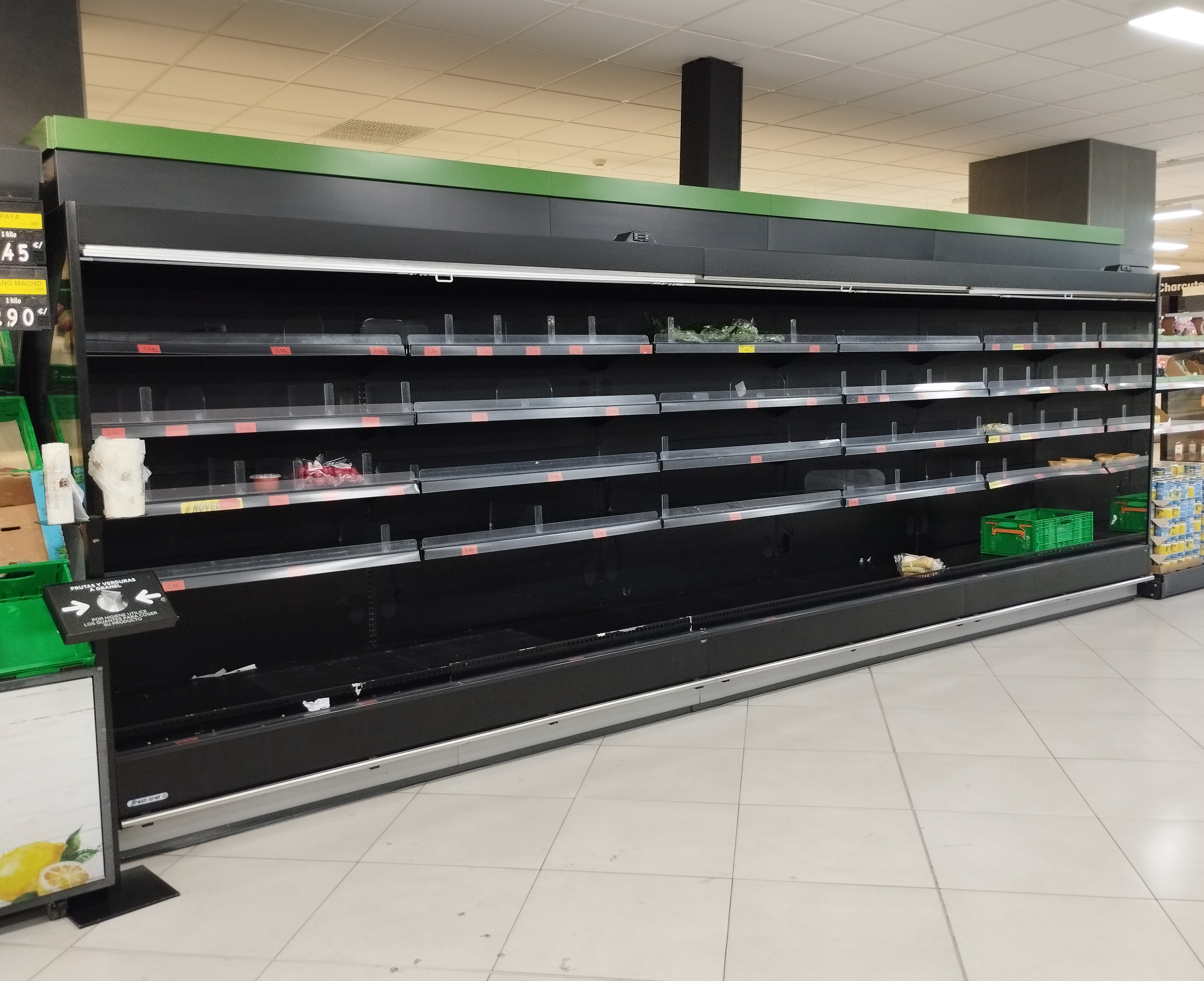
Scaffali vuoti nel reparto frutta del Mercadona La Vaguada a Cartagena, a causa degli acquisti compulsivi innescati dall'interruzione.

Socialmente, confusione e paura si sono inevitabilmente diffusi, manifestandosi spesso in acquisti compulsivi, mentre allo stesso tempo, alcune strade e terrazze hanno tenuto un'atmosfera serena.
Dallo spazio, le immagini satellitari della NASA hanno mostrato una rarissima illuminazione parziale nel cuore della notte del 29 aprile, poiché alcune aree erano ancora senza corrente.
Anche a livello sportivo, infine, il black-out ha avuto un certo impatto, portando alla cancellazione delle competizioni previste per la giornata del Madrid Open 2025 ed all’evacuazione degli impianti della Caja Mágica.

#### Istituzioni pubbliche

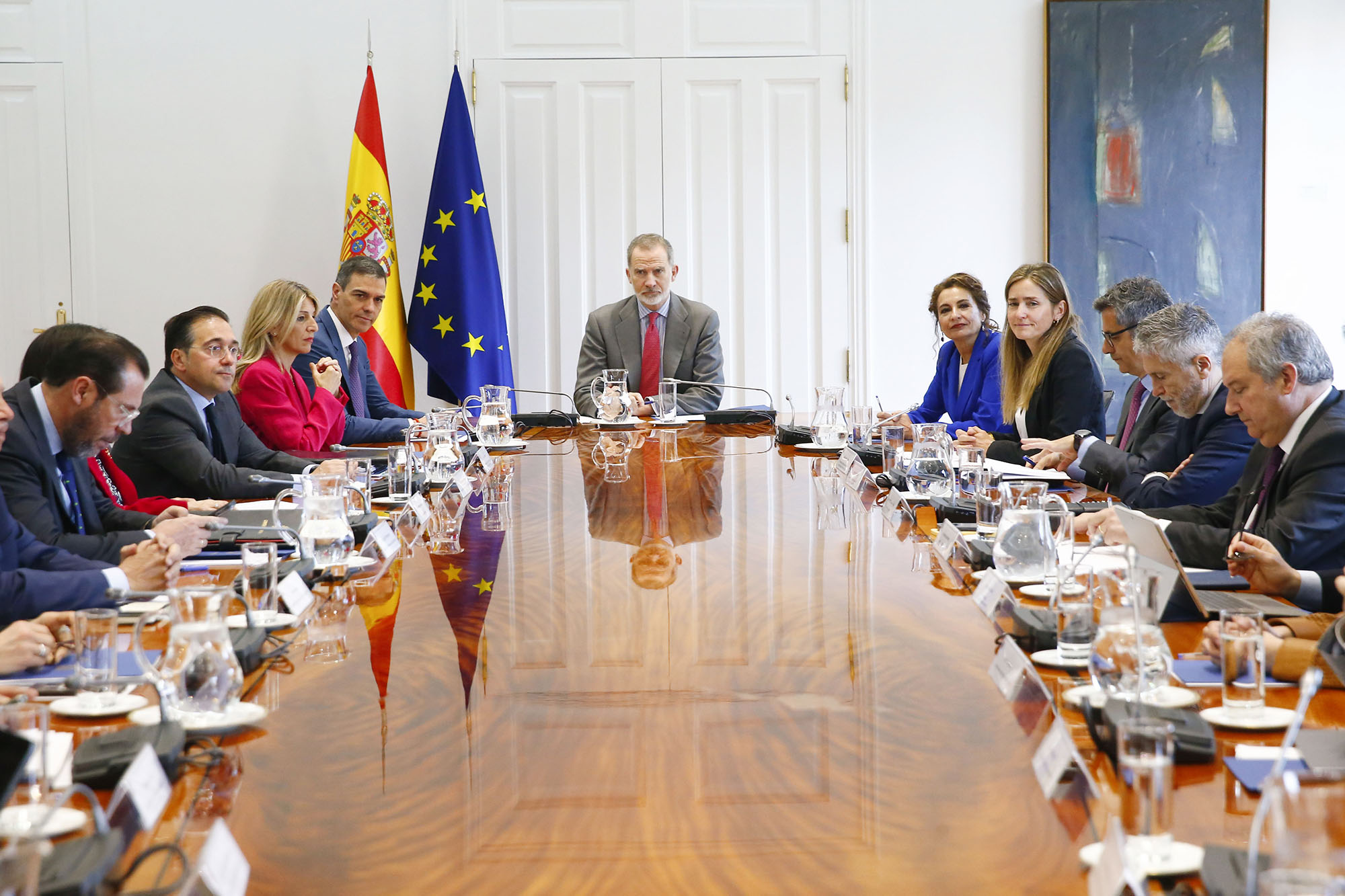
Il Consiglio di sicurezza nazionale presieduto dal Re di Spagna e dal Presidente del Governo, 29 aprile 2025.

Nonostante tutto, le istituzioni pubbliche hanno potuto continuare normalmente le proprie operazioni, con l’agenda del Re Filippo VI rimasta immutata grazie alla presenza di impianti di generazione autonoma di cui gode il Palazzo della Zarzuela.
D’altro canto, il Congresso dei Deputati, la Borsa di Madrid, il Palazzo della Moncloa, le sedi dei ministeri e, tra i tanti organi, il Parlamento della Catalogna, sono invece rimasti senza energia ed hanno dovuto attendere il ripristino con i gruppi elettrogeni interni, mentre il Senato ha semplicemente sospeso la sua attività parlamentare per il 29 aprile. Alcune istituzioni, infine, come il Ministero della Difesa e il quartier generale della Marina, hanno altresì continuato a subìre interruzioni di erogazione di energia elettrica anche dopo il 29 aprile, nonostante il ripristino generale della fornitura.
In tale contesto, il Presidente del Governo di Spagna, Pedro Sánchez, ha dunque convocato velocemente una serie di riunioni di emergenza del Consiglio di sicurezza nazionale, al fine di fare il quadro della situazione, e deliberato lo stato di emergenza e l’assunzione provvisoria da parte del Governo delle competenze in materia di polizia e protezione civile per otto comunità autonome che glielo lo avevano esplicitamente richiesto.

#### Lavoro
L'organizzazione dei datori di lavoro “CEOE” (Confederación Española de Organizaciones Empresariales) ha stimato che l'interruzione di corrente abbia causato perdite economiche pari a 1,6 miliardi di euro, pari allo 0,1% del Prodotto interno lordo nazionale.

#### Feriti e morti
Complessivamente, almeno otto persone sono morte a causa del blackout in Spagna, principalmente a causa di avvelenamento da monossido di carbonio, presumibilmente causato da un generatore elettrico difettoso in un'abitazione a Taboadela, e un incendio in un palazzo a Madrid, che ha coinvolto circa altre 13 persone.
Per quanto riguarda i feriti invece, il numero stimato è di almeno 25 persone e varie sono state le cause.

### Portogallo
In Portogallo, al pari della nazione vicina, il blackout ha reso inoperativi la maggior parte dei servizi di base, tra cui negozi, supermercati, farmacie e sistemi di pagamento elettronico.
Analogamente poi, le regioni insulari di Madera e delle Azzorre, in quanto autonome dalla rete elettrica continentale, non sono state coinvolte.

#### Trasporti

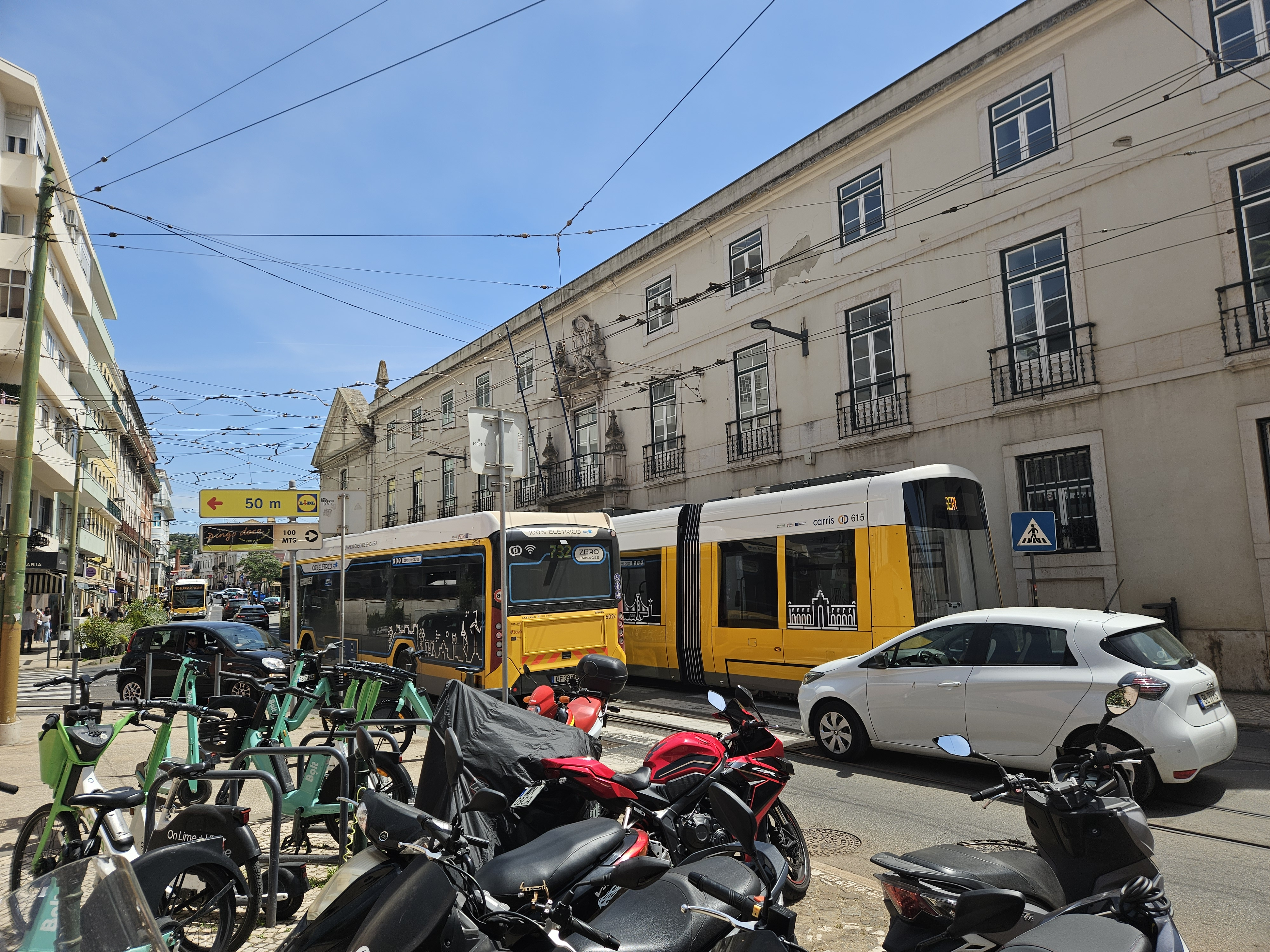
A Lisbona, i trasporti pubblici alimentati a energia elettrica si sono fermati nel traffico e sono rimasti inoperativi durante il blackout.

Oltre all’interruzione ai semafori ed alle infrastrutture stradali, fonte di alcuni incidenti e di un impiego ulteriore di agenti di polizia  per gestire i problemi di traffico, i servizi ferroviari suburbani e di trasporto rapido (come la Metropolitana di Lisbona e la sua rete tranviaria) sono stati interrotti a causa di problemi di segnalazione e i treni sono stati contestualmente evacuati. Tuttavia, il trasporto ferroviario in sé non è stato particolarmente colpito, poiché quel giorno i lavoratori della Comboios de Portugal erano in sciopero.
Gli autobus elettrici, le navi, le biciclette condivise (in quanto necessitanti almeno in parte di infrastrutture elettriche) e gli altri mezzi di tal genere non sono riusciti a partire dalle loro stazioni e sono stati dunque sospesi.
L’aeroporto di Lisbona ha invece continuato ad operare, seppur con forti limitazioni, ed è stato chiuso intorno alle 13:00 locali per i voli in arrivo e sospeso per i voli in partenza, a cui è stato infine consentito di decollare intorno alle 21:38 locali. Nel frattempo, gli aeroporti di Porto e di Faro sono passati all'energia generata dai gruppi elettrogeni.

#### Telecomunicazioni ed Internet
Anche le reti mobili hanno subito gravi limitazioni, in particolare per quanto riguarda le chiamate vocali e i servizi dati.

#### Sanità
Gli ospedali hanno fatto ricorso ai generatori per mantenere le operazioni.

#### Società
Durante il blackout, al pari della Spagna, c'è stata una corsa per fare scorta di beni essenziali come cibo, acqua, batterie, dispositivi di illuminazione e radio. La società idrica statale Águas de Portugal ha chiesto ai consumatori di moderare il consumo di acqua per prevenire guasti al sistema durante l'interruzione di corrente.

#### Istituzioni pubbliche
Nei riguardi delle istituzioni, poi, il Governo guidato dal Primo ministro Luís Montenegro ha presto tenuto, al pari della controparte spagnola, una riunione di emergenza del Consiglio dei ministri per fare il quadro della situazione, tenendosi nel mentre in contatto con il Presidente della Repubblica Marcelo Rebelo de Sousa. Al termine di quest’ultimo, il capo del governo ha dichiarato lo stato di crisi energetica chiedendo all'Unione europea di avviare un’inchiesta sugli impianti elettrici interessati e imponendo il mantenimento della disponibilità della capacità di avvio senza corrente (c.d. Black-start) della centrale idroelettrica di Tapada do Outeiro almeno fino al 2030 e di voler espandere, in tal senso, tale capacità ad almeno altre due località, la diga di Alqueva e di Baixo Sabor, in modo che il recupero da un blackout totale sia più rapido.

#### Morti
È stato reso noto che almeno una persona è morta a causa del black out: la vittima, di 77 anni, era collegata continuativamente a un ventilatore meccanico nella sua abitazione e non sarebbe stata soccorsa in tempo allo scaricamento del dispositivo.

### Effetti secondari

#### Andorra
Il fornitore di energia elettrica di Andorra, Forces Elèctriques d'Andorra, ha dichiarato che l'interruzione di corrente dalla penisola iberica ha interessato il principato per alcuni secondi, ma il sistema di disconnessione e recupero automatico ha mitigato immediatamente gli effetti allacciando la rete elettrica a quella francese. L'operatore telefonico nazionale Andorra Telecom ha altresì segnalato un'interruzione simile per le connessioni internet.

#### Francia
Il gestore del sistema di trasmissione dell'elettricità Réseau de Transport d'Électricité (RTE) ha segnalato un'interruzione di corrente durata solo pochi minuti nel Paese basco francese, grazie alla mitigazione fatta dal primo reattore della centrale nucleare di Golfech che, disconnettendosi in tempo insieme al resto della rete, ha salvaguardato il sistema e permesso così il riavvio ordinario dello stesso il giorno successivo, nel mentre che la fornitura alle aree colpite veniva data da altri impianti.

#### Marocco
Gli operatori telefonici come Méditel (Orange) hanno riscontrato problemi in Marocco a causa della mancanza di collegamento con i server in Spagna. Per il resto, il paese non è stato colpito (o lo è stato solo nel nord ed in minima parte) in quanto non connesso con la rete iberica né con quella europea.

## Ripristino dell'alimentazione

### Spagna

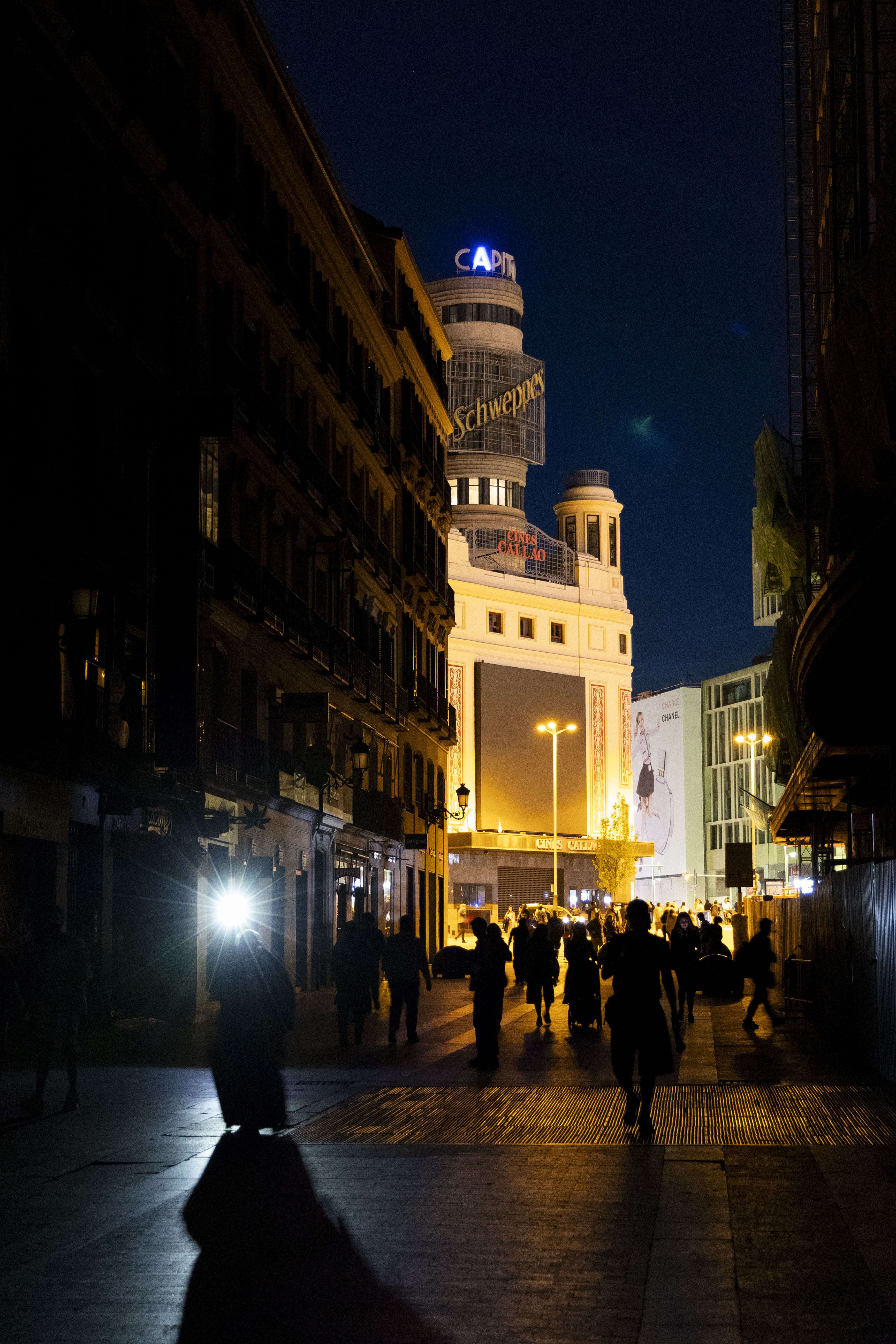
Vista da Via Preciados verso Piazza del Callao durante il blackout, con questa ancora al buio mentre in Piazza del Callao era stata già ripristinata parzialmente la distribuzione di energia elettrica

Intorno alle 16:00 CEST del 28 aprile, l'operatore elettrico spagnolo Red Eléctrica de España (REE) ha stimato che ci sarebbero volute "tra le sei e le dieci ore" per ripristinare il servizio definendo l'interruzione "eccezionale e totalmente straordinaria". Le linee elettriche internazionali provenienti dalla Francia hanno in parte aiutato a riavviare alcune zone, con le Comunità autonome di Aragona, Catalogna, Galizia e Castiglia e León ad essere state tra le prime a ripartire ed ad aiutare, successivamente, il resto della rete elettrica. L'energia idroelettrica e le turbine a gas hanno poi aumentato la potenza, stabilizzando il sistema. Anche le linee elettriche internazionali provenienti dal Marocco hanno contribuito, con questo che ha consegnato ben 900 MW di energia elettrica attraverso l'interconnessione Spagna-Marocco, mentre la Francia ha inviato fino a 2 GW di elettricità attraverso le linee elettriche che rifornivano Catalogna e Paesi Baschi. La Germania, a sua volta, ha altresì contribuito inviando energia tramite la Francia.
La riattivazione della fornitura definitiva è avvenuta con il successo del black-start della centrale idroelettrica di Aldeadávila a Salamanca, gestita da Iberdrola, che ha contribuito ad avviare le altre centrali prive di tale capacità di avviamento in presenza di black out. Entro sera, la maggior parte della penisola aveva elettricità senza particolari interruzioni rotanti. Nei giorni successivi, le turbine a gas precedentemente riavviate fornirono più potenza del solito, poiché la loro inerzia e stabilità di tensione elettrica furono richieste dal gestore della rete, pur aumentando in parte i costi
Entro le 07:00 locali del 29 aprile, l'elettricità è infine stata ripristinata al 99% della domanda energetica, e il ripristino completo è stato raggiunto entro le 11:00 dello stesso giorno. Anche le esportazioni verso la Francia sono riprese.

### Portogallo
L'elettricità è stata gradualmente ripristinata intorno alle 17:00 locali, utilizzando i due sistemi dotati di capacità black-start, ossia la centrale idroelettrica Castelo do Bode, da 138 MW, e la centrale a gas naturale Tapada do Outeiro da 990 MW. Verso le 22:30 locali, l'elettricità è stata ripristinata per metà della popolazione, aumentando all'80% intorno alle 00:00 locali. La rete è stata completamente ripristinata in Portogallo all'inizio del 29 aprile.
Tuttavia, il Portogallo, per motivi di sicurezza, non ha consentito alla ripresa delle importazioni di energia elettrica dalla Spagna prima dell'8 maggio, fissando un limite di 1 GW alla capacità di trasmissione con conseguente aumento del prezzo all'ingrosso dell'energia elettrica, poi revocato il 12 maggio.

## Possibili cause
Le cause dell'interruzione di corrente sono attualmente in fase di accertamento. Il blackout sarebbe dovuto a due fluttuazioni nella rete elettrica (che di per sé, in condizioni normali, sono fenomeni in generale abbastanza frequenti e bilanciabili), la seconda delle quali ha causato la disconnessione a catena del sistema elettrico iberico da quello europeo, portando al collasso dell’intera rete.

### Oscillazioni inter-area
Da notare è il fatto che, 30 minuti prima del blackout totale, sono state misurate varie oscillazioni a bassa frequenza (con unità di misura fasoriali) e smorzate pari a circa 0,2 Hz, che sembrano essere avvenute tra la penisola iberica ed il resto della rete europea, poiché erano in fase di rete opposta: una dalle 12:03:15 alle 12:07:40 e l’altra dalle 12:19:01 alle 12:22:03. La disconnessione ufficiale dal sistema dell'Europa centrale si è verificata alle 12:33:19 locali, subito dopo che il sistema iberico, affaticato, era in ritardo di oltre 90 gradi, causando così instabilità sulle linee di trasmissione.
Dopo l'inizio del blackout, sono state rilevate anche altre e continue oscillazioni di frequenza, ed insieme a queste, i sistemi potrebbero essersi disconnessi a causa del rapido ROCOF (tasso di variazione della frequenza) superiore a 1,5 Hz/s, che generalmente può essere stressante per le turbine in rotazione.
Oscillazioni e disconnessioni simili si sono tuttavia già verificate senza troppi problemi a dicembre 2016 e luglio 2021, sebbene limitato ad aree circoscritte. Allora la frequenza "ambiente" Nord-Sud era 0,25 Hz, mentre in questo caso sembra essere stata inferiore a 0,217 Hz, valore troppo basso per operare in caso di guasti e probabilmente dovuto alla recente aggiunta degli stati baltici e dell'Ucraina all'area sincrona dell'Europa continentale (CESA).

### Vari tipi di energia rinnovabile
Un'altra ipotesi che ha scatenato una forte discussione è se i sistemi elettrici con elevate quote di energia rinnovabile possano essere compromessi maggiormente a causa della loro maggiore discontinuità. Le prime analisi suggeriscono che sia improbabile che il blackout sia stato causato dall’elevata quota di energia rinnovabile della Spagna, sebbene si sia evidenziato la necessità di investimenti continui nella stabilità e nella resilienza della rete elettrica, durante la transizione verso le energie pulite.
In ogni caso, i dati affermano che al momento dell'incidente, l'energia solare rappresentava circa il 59% della fornitura di elettricità della Spagna, mentre l'energia eolica forniva circa il 12%, l'energia nucleare l'11% e il gas il 5%, secondo The Independent. Si ritiene che il danno iniziale abbia avuto origine in Estremadura, una regione che ospita una grande percentuale di parchi solari, impianti idroelettrici e la centrale nucleare di Almaraz da 2 GW, la centrale nucleare più potente della Spagna.
Alcuni gruppi politici, tra cui il partito di estrema destra spagnolo Vox, hanno invece comunque attribuito l’oscuramento all’eccessiva dipendenza dalle energie rinnovabili e hanno chiesto un mix energetico più diversificato, con alcuni esperti che hanno affermato che sarebbe stato più facile mantenere il sistema in funzione se le fonti energetiche convenzionali come petrolio e gas avessero avuto una presenza maggiore.
Tuttavia, diversi funzionari ed esperti di energia hanno respinto l'idea che la colpa sia delle energie rinnovabili. Il commissario europeo per l'energia, Dan Jørgensen, ha dichiarato che non c'era "nulla di insolito" nel mix elettrico al momento del blackout e che l'interruzione non era dovuta a una "fonte energetica specifica". Anche la ministra dell'ambiente spagnola, Sara Aagesen, ha sottolineato che il sistema ha funzionato in modo affidabile in passato con una domanda e un mix energetico simili, come confermato anche da Beatriz Corredor, presidente di Red Eléctrica de España. In una conferenza stampa del 29 aprile, il Presidente del Governo di Spagna, Pedro Sánchez, ha respinto le accuse secondo cui l'energia rinnovabile avrebbe causato il blackout, definendole "bugie" e criticando coloro che attribuivano la causa a ciò.
L'incidente ha inoltre attirato l'attenzione sul concetto di inerzia meccanica nei sistemi energetici, riferendosi all'effetto stabilizzante determinato dalle turbine rotanti nelle centrali idroelettriche e termoelettriche. Un aspetto importante dell'abbandono dei sistemi elettrici basati sul carbone, sul gas o sull'energia nucleare è infatti la riduzione dell'inerzia della rete ed in tal senso l'energia solare, che all'epoca rappresentava la maggior parte dell'elettricità spagnola, non fornisce molta energia rotazionale ma utilizza inverter che seguono la rete per l'80% della fornitura. In tal senso, vari esperti hanno dato la colpa all’assenza di i condensatori sincroni. Infine, Red Eléctrica de España e gli esperti di Montel Analytics hanno altresì indicato il relativo isolamento della rete iberica come un fattore che ha contribuito al blackout, poiché le reti vicine erano meno in grado di garantire stabilità in caso di crisi.

### Attacco informatico
Secondo quanto riportato, l'Istituto nazionale spagnolo per la sicurezza informatica starebbe anche indagando sulla possibilità che l'incidente sia stato causato da un attacco informatico. I primi resoconti sono stati contrastanti, portando così diversi funzionari governativi ad escluderlo, mentre il Wall Street Journal ha ritenuto che "le interruzioni avrebbero portato i segni distintivi di un sofisticato attacco informatico alla rete elettrica della regione". Si stima che un'analisi forense approfondita possa richiedere da una a tre settimane.
La mattina del 29 aprile, Red Eléctrica de España ha infine attribuito provvisoriamente l'interruzione alla disconnessione della rete nel sud-ovest della Spagna, escludendo la teoria dell’attacco informatico, ed annunciato che l’avvio di indagini approfondite per determinare un rapporto definitivo.
Il giudice dell’Audiencia Nacional, José Luis Calama, ha anche avviato le indagini preliminari per determinare se l'interruzione nazionale potesse essere stata un atto di sabotaggio contro le infrastrutture critiche spagnole, che, secondo il quotidiano Vozpópuli, sarebbe legalmente considerabile un atto di terrorismo.

## Disinformazione
A causa dell’oscuramento, sono facilmente circolate diverse affermazioni false e fuorvianti sulle origini dell'interruzione. Messaggi diffusi online (alle 12:56, 23 minuti dopo il blackout) sostenevano che la causa fosse un attacco informatico russo, falsamente attribuito alla CNN International e alla Presidente della Commissione Europea Ursula von der Leyen. La stessa notizia è stata falsamente attribuita anche alla società elettrica portoghese EDP Group.
Alcuni organi di stampa, tra cui le autorevoli CNN e Reuters, avevano riferito che la Red Eléctrica de España avesse ricondotto il tutto a causa di un presunto "raro evento atmosferico" chiamato "vibrazione atmosferica indotta", che avrebbe causato "errori di sincronizzazione tra i sistemi elettrici", ma la cosa è stata presto smentita dallo stesso operatore. Anche l’ipotesi di un'eruzione solare ha ricevuto 1,9 milioni di visualizzazioni, ma è stata respinta dallo Space Weather Prediction Center. Sono state infine diffuse anche diverse foto satellitari false che mostravano una penisola oscurata di notte, quando in realtà nella penisola iberica era già stato ripristinato il servizio di distribuzione dell’energia elettrica.

## Reazioni
La Presidente della Commissione europea Ursula von der Leyen ha pubblicato una dichiarazione sulla piattaforma di social media X il seguente messaggio: "Ho ribadito il sostegno della Commissione europea nel monitorare la situazione con le autorità nazionali ed europee e il nostro gruppo di coordinamento per l'elettricità. Coordineremo gli sforzi e condivideremo le informazioni per contribuire a ripristinare il sistema elettrico e abbiamo concordato di rimanere in stretto contatto".
Il presidente ucraino Volodymyr Zelens'kyj ha presto offerto l'assistenza del suo paese sulla base dell'esperienza maturata nel recupero dall'attacco delle Forze armate della Federazione Russa alle sue infrastrutture elettriche durante l'invasione militare del paese.